# Procstyenyije
A Procstyenyije (orosz nyelven: Прочтение, jelentése 'elolvasás'; ha külön írjuk: Про чтение, jelentése 'az olvasásról') 2006-ban alapított oroszországi orosz nyelvű online irodalmi portál, pontosabban a kortárs irodalommal foglalkozó és új szépirodalmi könyveket ismertető irodalmi portál. 2007-2009-ben a folyóirat nyomtatott változatban is megjelent. Szerkesztősége Szentpéterváron van. 

## Története
Fiatalok egy csoportjának élén Arszenyij Smarcev találta ki és indította el online a kiadványt 2006-ban. 2007-től 2-3 évig a folyóirat nyomtatásban is megjelent, de 2010 óta csak internetes változata van. 2008-tól 2010 elejéig munkatársa volt az ismert író, kritikus, szerkesztő, V. Ny. Kuricin is. Ekkor kissé változtattak a lap irányán: az irodalomkritika mellett más kulturális témákkal és az ifjúság szociológiai jellegű problémáival is kezdtek foglalkozni. Tíz év után alábbhagyott a lelkesedés, az állandó fizetés nélkül dolgozó munkatársi gárda elfáradt. Néhány hónapos szünet után, 2016 végén megújult szerkesztőség folytatta a munkát. Elavult weblapjuk egyszerűbb megjelenést és  áttekinthetőbb struktúrát kapott. 
A kiadványnak egy időben, 2013-tól 2017. februárig igazgatója is volt: Anasztaszija Butyina, aki a projekt  támogatására 2015-ben alapított NKO-t is vezette. Ez a szervezet hivatalosan 2019. január elején szűnt meg.

## Ismertetése
A portál navigátor szerepet kíván betölteni az olvasóközönség körében. Célja, hogy az érdeklődő olvasóknak segítsen eligazodni a kortárs irodalom – az orosz irodalom és az orosz nyelven megjelenő idegen nyelvű irodalom – világában. A 2006-os eredeti koncepciónak megfelelően vezető műfaja továbbra is a recenzió: a portál főként új irodalmi művekről, könyvújdonságokról szóló recenziókat és a megjelent könyvekből részleteket közöl. Kitér az aktuális irodalmi folyamatokra is, figyelemmel kíséri az irodalmi díjak listáit (hosszú- és rövid listákat), bemutatja nyertes könyveit, interjúkat készít az egyes szerzőkkel. Új anyagokat többnyire naponta (hétköznapokon) töltenek fel.
2016 óta további céljuk, hogy megjelenési lehetőséget biztosítsanak fiatal, még ismeretlen prózaíróknak. A weblapon külön rovatot hoztak létre erre a célra. 2018-ban rovatstruktúrájuk egy újabb, Geografija című rovattal is kiegészült. Ebben a rovatban hosszabb összefoglalók olvashatók egy-egy ország oroszra fordított kortárs irodalmáról, az oroszul már megjelent művek és szerzőik bemutatásával. Az első ilyen összefoglaló a litván irodalomról készült, a második a kortárs magyar irodalomról. A magyar irodalom áttekintésének Okszana Jakimenko irodalomtörténész, műfordító volt a kurátora.
A kiadvány főszerkesztője 2016-tól Polina Viktorovna Bojarkina irodalomtörténész, irodalomkritikus, az Orosz Tudományos Akadémia Orosz Irodalmi Intézete (Puskinszkij Dom, Szentpétervár) tudományos munkatársa. 